# Helen Svensson
Helen Kristina Svensson, född 7 september 1945 i Helsingfors, är en finländsk litteraturvetare och förläggare. 
Svensson var assistent i svensk litteratur vid Helsingfors universitet 1972–1981 och blev filosofie magister 1974. Hon blev litterär chef vid Schildts förlag 1981 och kom att som förläggare bli en nyckelperson under den starka boomen för finlandssvensk skönlitteratur åren kring millennieskiftet 2000. Hon har redigerat flera antologier, bland annat Resa med Tove. En minnesbok om Tove Jansson (2002).